# Helmes
Helmes là một đô thị trong quận Kavajë thuộc hạt Tirana, Albania. Dân số năm 2005 là 4312 người.